# Lustre (système de fichiers)
Pour les articles homonymes, voir lustre.
Lustre est un système de fichiers distribué libre, généralement utilisé pour de très grandes grappes de serveurs. Le nom est la réunion de Linux et cluster. L'objectif du projet est de fournir un système de fichiers distribué capable de fonctionner sur plusieurs centaines de nœuds, avec une capacité d'un pétaoctet, sans altérer la vitesse ni la sécurité de l'ensemble. Lustre est distribué sous licence GPL.
Le 2 octobre 2007, Sun Microsystems a annoncé l'acquisition d'une partie des actifs de la société Cluster File Systems incluant le système de fichiers Lustre.
Lustre est depuis cette date développé, distribué et maintenu par Sun Microsystems mais également par d'autres entreprises.
Depuis le rachat de Sun par Oracle en 2009, Lustre a un temps été maintenu par Oracle pour les machines utilisant exclusivement son matériel, puis libéré par Oracle qui s'en est détourné. Lustre est désormais maintenu par la communauté Open Source ainsi que certaines entreprises spécialisées.
Une partie des supercalculateurs utilise Lustre comme système de fichiers distribué.
En août 2018, Lustre est retiré du kernel Linux, mais continue à être développé indépendamment par Whamcloud.